# Каја Борза (Беневенто)
Каја Борза је насеље у Италији у округу Беневенто, региону Кампанија.
Према процени из 2011. у насељу је живело 32 становника. Насеље се налази на надморској висини од 897 м.